# スタニスワフ・ヘラクリュシュ・ルボミルスキ
スタニスワフ・ヘラクリュシュ・ルボミルスキ（Stanisław Herakliusz Lubomirski, 1642年3月4日 - 1702年1月16/17日）は、ポーランド・リトアニア共和国の貴族、政治家、公（帝国諸侯）。また芸術のパトロン、著作家でもあった。

## 生涯
ヘトマンのイェジ・セバスティアン・ルボミルスキとコンスタンツィア・リゲンザの長男で、大ヘトマンのヒェロニム・アウグスティン・ルボミルスキは弟。1669年王冠領宮内副長官ウカシュ・オパリンスキの娘ゾフィアと初婚。1676年エルジュビェタ・デンホフヴナと再婚し3男1女をもうけた。1669年より王冠領副大膳官を、1673年より王冠領宮内副長官を、1676年より王冠領宮内長官を務め、スピシュの代官でもあった。
ルボミルスキは17世紀中葉の混乱期、スウェーデン軍やトランシルヴァニア公国軍との戦いに従事し、国内では1658年に父と共にトルン包囲戦に参加した。父が「ルボミルスキの反乱」を起こすと、彼は父の側につくことを拒み、国王と反乱者の調停に努めた。後継者生前指名（ヴィヴェンテ・レゲ）を始めとする王妃ルドヴィーカ・マリアの王権強化策を支持し、1668年のヤン2世カジミェシュの退位に反対した。
フランス、イタリア、スペインへの外交使節を数多く務め、1667年よりしばしばセイム代議員に選ばれた。1669年5月の選出セイム及び1670年9月の通常セイムでは議長に選ばれた。その1670年のセイムでは、彼の経験と権威がものを言い、討議が1668年、1669年のセイムのように自由拒否権によって中断される事態を避けることが出来た。1673年から1674年の空位期には友人ヤン・ソビェスキ（ヤン3世）の国王選出を支持した。ルボミルスキは父のような野心を持たず、共和国の福利のために行動する高潔な人物であった。
多才な人物で、ポーランド国外でも文学や科学に関する著作家として知られた。彼は詩、演劇、および哲学・宗教・歴史に関する書物を執筆した。また学校や教会の設立者、支援者でもあった。

## 著作
- Poezje postu Świętego
- Tobiasz wyzwolony, Ecclesiastes
- Ermida (sielanka)
- Rozmowy Artaksesa i Ewandra (1683)
- De vanitate consiliorum (1700)
- De remediis animi humani (1701)
- Genii veredici

## 引用
1. ↑  Stanisław Herakliusz Lubomirski (1641–1702) Biography by Michael J. Mikoś.